# Komtesse Mizzi oder Der Familientag
Komtesse Mizzi oder Der Familientag ist eine Komödie in einem Akt von Arthur Schnitzler, die am 19. April 1908 in der Neuen Freien Presse vorabgedruckt und 5. Januar 1909 im Volkstheater in Wien uraufgeführt wurde. Im selben Jahr erschien der Text bei S. Fischer in Berlin.

## Inhalt
Der 55-jährige Egon Fürst Ravenstein sucht die Villa seines Freundes, des 61-jährigen Graf Arpad Pazmandy auf und kündigt dessen 37-jähriger Tochter Komtesse Mizzi die Ankunft des gemeinsamen Sohnes Philipp an. Mizzi hatte das Kind kurz nach der Geburt hergeben müssen. Der Fürst hatte seinen Sohn zu fremden Leuten nach Tirol – weitab von Wien, dem Ort der Handlung – gegeben und immer einmal besucht. Inzwischen hat Philipp in Krems die Matura gemacht und der Fürst hat den leiblichen Sohn adoptiert.
Mizzi, die siebzehn Jahre diszipliniert geschwiegen hat, die alle aussichtsreichen Partien ausgeschlagen hat, gibt vor, sie wolle „von dem Buben nichts wissen“. Dem Kindesvater wirft sie Feigheit vor. Damals, als sie den Fürsten noch heiß geliebt hatte, habe er sich nicht bekannt, habe seine herzkranke Gattin vorgeschoben. Mizzi erinnert daran: Schwanger musste sie sich seinerzeit in „dem kleinen Haus im Wald“ versteckt halten. Nach dem Tod der hochseligen Gemahlin hatte der Fürst allerdings Mizzi zweimal – vor zehn und dann vor sieben Jahren – um ihre Hand gebeten. Mizzi lehnt nun auch noch den dritten Antrag des Fürsten ab. Philipp reist mit Wasner, dem ehemaligen Kutscher des Grafen, an. Wasner hat inzwischen, höchstwahrscheinlich mit Unterstützung des Grafen, im benachbarten Wien ein eigenes Fuhrunternehmen gegründet. Der Fürst stellt Mizzi den gemeinsamen Sohn, den die Mutter siebzehn Jahre nicht gesehen hat, vor. Währenddessen eilt der Großpapa Graf Arpad seiner ehemaligen langjährigen Lebensgefährtin Charlotte Langhuber – Lolo genannt – entgegen. Der Graf möchte gerne verhindern, dass die ehemalige Geliebte auf seinen adeligen Besuch trifft. Noch nie durfte Lolo das reizende Anwesen des Grafen betreten. Nun, da Lolo den Fiakereigentümer und Hausbesitzer Wasner heiratet, ist es ihr vom Grafen ein einziges Mal gestattet worden. Der Graf verfehlt Lolo. Sie dringt zu der Villa vor. Mizzi und Lolo verstehen sich sofort. Mizzi bedauert, dass sie Lolo nicht von Anfang an kennenlernen durfte. Hatte doch der Graf nach dem Ableben seiner Gattin die Tochter längere Zeit arg vernachlässigt und sich stattdessen intensiv mit Lolo abgegeben.
Der Graf kehrt zurück und heißt Philipp herzlich willkommen. Der Junge, nicht auf den Kopf gefallen, erkennt nach und nach, dass die Mär von der Herkunft seiner Mutter „aus dem Volk“ korrigiert werden muss. Auch Mizzi ist am Besinnen. An Philipp, diesem kecken Burschen, findet sie Gefallen und willigt schließlich in die spontanen Urlaubspläne des Grafen ein. Es wird eine Eisenbahnfahrt nach Belgien ganz in Familie. Die drei Coupés für Mizzi, den Grafen sowie den Fürsten und Philipp liegen im selben Waggon direkt nebeneinander.

## Form
In dem Stück hat fast jeder vor jedem Geheimnisse. Diese werden nach und nach preisgegeben. Direkt ausgesprochen wird manches gar nicht. Der Zuschauer kann jedoch, wenn er sich nach dem Stück besinnt, das Wesentliche erraten. Das beste Beispiel für solch hintergründiges Spiel sind die Komtesse Mizzi und ihr Herr Papa, der Graf Arpad Pazmandy. Zum Beispiel wird letzterer von seinem alten Freund Egon Fürst Ravenstein aufgesucht. Vom Besucher erfährt er, der Fürst habe einen 17-jährigen Sohn. Philipp heißt der Knabe. Der Graf gibt sich erstaunt und erkundigt sich sofort nach der Mutter des Jungen. Der Fürst schwindelt etwas vor und der Graf hilft dem Freunde beim Lügen. Es stellt sich später heraus, Mizzi ist Philipps Mutter. Der Großvater weiß das alles wohl von Anfang an. Aber keiner gibt dieses Wissen explizit zu erkennen – weder der Graf noch der Autor Schnitzler. Aus dem Verhalten des Grafen ist allerdings sein Allwissen ablesbar. Zielsicher hilft Graf Arpad Pazmandy mit, die späte Ehe seiner Tochter, der Komtesse Mizzi, mit Egon Fürst Ravenstein anzubahnen. Der Graf überredet Mizzi, gemeinsam mit Vater und Sohn die Nordsee bei Ostende monatelang zu genießen.

## Zitat
- Zur Karriere beim Militär: „Wenn man's erlebt, so wird man General.“[2]

## Rezeption
- Le Rider[3] nennt die elegant und souverän vorgetragene Konversationskomödie ein kleines Meisterwerk.
- Perlmann[4] bezeichnet die sozialen Verhältnisse in Mizzis Umfeld als „Gesellschaft mit doppeltem Boden“.
- Mizzi hat siebzehn Jahre lang tapfer die Standesschranken nicht überwinden wollen.[5] Die florale Malerei, in der sie inzwischen das Niveau der Wisinger-Florian[6][7] erreicht hat, hängt sie an den Nagel und es sieht so aus, als segele sie in den Hafen der Ehe.

## Verfilmungen
- „Komtesse Mizzi“. Regie: Wolfgang Glück. ARD, WDR 1966. Mit Christian Futterknecht, Kurt Heintel, Hans Jaray, Gertrud Kückelmann, Herta Staal und Egon von Jordan.
- „Komtesse Mizzi“. Regie: Otto Schenk. ORF, ZDF 1975. Mit Christine Ostermayer, Karl Schönböck, Romuald Pekny, Alexander Wächter, Silvia Lukan, Heinz Ehrenfreund.

## Hörspiel
Eintrag 42 in: Hörspiele (Memento vom 5. Dezember 2008 im Internet Archive)
- „Komtesse Mizzi oder der Familientag“. Erstsendung am 5. August 1951. Regie:Walter Davy. Rot-Weiß-Rot Studio Wien.